# Velvet Donkey
Velvet Donkey es un disco de Ivor Cutler, que salió al mercado en 1975 bajo la firma Virgin Records. Cutler es acompañado en varias canciones con una viola, tocada por Fred Frith, y por Phyllis King, que recita seis de sus propios poemas e historias cortas, y que diseñó la carátula del disco.

## Canciones
Todas las canciones son de Ivor Cutler, excepto las mencionadas.
Cara A
1. "If Your Breasts" – 0:09
2. "I Got No Common Sense" – 0:34
3. "Useful Cat" – 0:27 (Phyllis King)
4. "Oho My Eyes" – 1:30
5. "The Dirty Dinner" – 3:34
6. "Yellow Fly" – 1:37
7. "Mother's Love" – 0:25 (King)
8. "The Meadows Go" – 1:11
9. "Phonic Poem" – 0:47
10. "Life in a Scotch Sitting Room Vol. 2, Ep. 2" – 3:40
11. "Birdswing" – 0:49
12. "Nobody Knows" – 1:54
13. "Uneventful Day" – 0:31 (King)
14. "Little Black Buzzer" – 1:53
15. "Bread and Butter" – 0:42

Cara B
1. "A Nuance" – 0:35
2. "Go and Sit upon the Grass" – 2:09
3. "The Even Keel" – 0:37
4. "Pearly Gleam" – 1:54
5. "The Best Thing" – 0:22 (King)
6. "Life in a Scotch Sitting Room Vol. 2, Ep. 7" – 3:34
7. "Once upon a Time" – 0:49
8. "There's Got to Be Something" – 2:01
9. "The Purposeful Culinary Implements" – 1:10
10. "Gee, Amn't I Lucky" – 1:34
11. "The Curse" – 2:07
12. "I Think Very Deeply" – 0:54
13. "I, Slowly" – 0:23 (King)
14. "Sleepy Old Snake" – 2:33
15. "Titchy Digits" – 0:32
16. "The Stranger" – 6:00 (King)